# Tổng thống Tunisia
Tổng thống Tunisia, chính thức được gọi là Tổng thống Cộng hòa Tunisia (tiếng Ả Rập: رئيس الجمهورية التونسية, tiếng Pháp: Président de la République tunisienne), là người đứng đầu nhà nước Tunisia. Tunisia là một nước cộng hòa bán tổng thống, theo đó tổng thống là nguyên thủ quốc gia và thủ tướng (được đặt tên là người đứng đầu Chính phủ Tunisia) là người đứng đầu chính phủ. Theo Điều 77 của Hiến pháp Tunisia, tổng thống cũng là tổng tư lệnh của Lực lượng Vũ trang Tunisia.

## Bầu cử
Bản mẫu:Bài chi tiết: Bầu cử ở Tunisia
Tổng thống được bầu trực tiếp theo quyền bầu cử phổ thông theo đa số, với vòng thứ hai giữa hai ứng cử viên hàng đầu, nếu không nhận được đa số tuyệt đối trong vòng đầu tiên. Một ứng cử viên tổng thống phải ít nhất 35 tuổi vào ngày nộp đơn ứng cử, và phải là người Hồi giáo. Ứng cử viên phải có quốc tịch Tunisia, và phải từ bỏ bất kỳ quốc tịch nào 

## Vai trò và quyền hạn
Vai trò và quyền hạn của tổng thống được xác định trong điều bốn, phần một của hiến pháp. Ngoài việc là nguyên thủ quốc gia, tổng thống còn là tổng tư lệnh các lực lượng vũ trang. Tổng thống bị giới hạn tối đa hai nhiệm kỳ, và có thể không giữ vị trí đảng phái trong khi làm tổng thống. Tổng thống và thủ tướng có vai trò điều hành, với quyền hành pháp được thực thi bởi tổng thống và chính phủ (điều hành kép). Đại hội đại biểu nhân dân có quyền, theo đa số, đưa ra một động thái luận tội tổng thống vì vi phạm nghiêm trọng hiến pháp; một chuyển động như vậy sẽ phải được đa số hai phần ba của cả Hội đồng và Tòa án Hiến pháp chấp thuận.
Chức vụ bỏ trống
Trong trường hợp chức vụ Tổng thống Tuy-ni-di để trống, thì Phó Tổng thống thường trực giữ quyền Tổng thống cho đến khi bầu ra nhiệm kỳ tiếp theo. Ngày 25 tháng 7 năm 2019, khi ông Beji Caid Essebsi qua đời. Ông Mohamed Ennaceur, Phó Tổng thống thường trực giữ quyền Tổng thống 5 tháng cho đến khi bầu nhiệm kỳ tiếp theo là Mohamed Ennaceur ngày 1 tháng 1 năm 2020

## Danh sách tổng thống Tunisia
Chú tích
| 1                                                                                             |          |                                           | Habib Bourguiba 3 tháng 8 năm 1903 – 6 tháng 4 năm 2000 (96 tuổi)          | 25 tháng 7 năm 1957 – 7 tháng 11 năm 1987                          | Neo-Destour                                 | I (lâm thời)                              | 25 tháng 7 năm 1957 – 8 tháng 11 năm 1959                                                       |
| 1                                                                                             | 1 (1959) | 8 tháng 11 năm 1959 – 8 tháng 11 năm 1964 | Habib Bourguiba 3 tháng 8 năm 1903 – 6 tháng 4 năm 2000 (96 tuổi)          | 25 tháng 7 năm 1957 – 7 tháng 11 năm 1987                          | Neo-Destour                                 |                                           |                                                                                                 |
| 1                                                                                             | SDP      | 2 (1964)                                  | Habib Bourguiba 3 tháng 8 năm 1903 – 6 tháng 4 năm 2000 (96 tuổi)          | 25 tháng 7 năm 1957 – 7 tháng 11 năm 1987                          | 8 tháng 11 năm 1964 – 2 tháng 12 năm 1969   |                                           |                                                                                                 |
| 1                                                                                             | SDP      | 3 (1969)                                  | Habib Bourguiba 3 tháng 8 năm 1903 – 6 tháng 4 năm 2000 (96 tuổi)          | 25 tháng 7 năm 1957 – 7 tháng 11 năm 1987                          | 2 tháng 12 năm 1969 – 3 tháng 11 năm 1974   |                                           |                                                                                                 |
| 1                                                                                             | SDP      | 4 (1974)                                  | Habib Bourguiba 3 tháng 8 năm 1903 – 6 tháng 4 năm 2000 (96 tuổi)          | 25 tháng 7 năm 1957 – 7 tháng 11 năm 1987                          | 3 tháng 11 năm 1974 – 7 tháng 11 năm 1987   |                                           |                                                                                                 |
| 2                                                                                             |          |                                           | Zine El Abidine Ben Ali 3 tháng 9 năm 1936 – 18 tháng 9 năm 2019 (83 tuổi) | 7 tháng 11 năm 1987 – 14 tháng 1 năm 2011(từ chức)                 | SDP                                         | A (Sau cuộc đảo chính 1987)               | 7 tháng 11 năm 1987 – 2 tháng 4 năm 1989                                                        |
| 2                                                                                             | DCR      | 1 (1989)                                  | Zine El Abidine Ben Ali 3 tháng 9 năm 1936 – 18 tháng 9 năm 2019 (83 tuổi) | 7 tháng 11 năm 1987 – 14 tháng 1 năm 2011(từ chức)                 | 2 tháng 4 năm 1989 – 20 tháng 3 năm 1994    |                                           |                                                                                                 |
| 2                                                                                             | DCR      | 2 (1994)                                  | Zine El Abidine Ben Ali 3 tháng 9 năm 1936 – 18 tháng 9 năm 2019 (83 tuổi) | 7 tháng 11 năm 1987 – 14 tháng 1 năm 2011(từ chức)                 | 20 tháng 3 năm 1994 – 24 tháng 10 năm 1999  |                                           |                                                                                                 |
| 2                                                                                             | DCR      | 3 (1999)                                  | Zine El Abidine Ben Ali 3 tháng 9 năm 1936 – 18 tháng 9 năm 2019 (83 tuổi) | 7 tháng 11 năm 1987 – 14 tháng 1 năm 2011(từ chức)                 | 24 tháng 10 năm 1999 – 24 tháng 10 năm 2004 |                                           |                                                                                                 |
| 2                                                                                             | DCR      | 4 (2004)                                  | Zine El Abidine Ben Ali 3 tháng 9 năm 1936 – 18 tháng 9 năm 2019 (83 tuổi) | 7 tháng 11 năm 1987 – 14 tháng 1 năm 2011(từ chức)                 | 24 tháng 10 năm 2004 – 12 tháng 11 năm 2009 |                                           |                                                                                                 |
| 2                                                                                             | DCR      | 5 (2009)                                  | Zine El Abidine Ben Ali 3 tháng 9 năm 1936 – 18 tháng 9 năm 2019 (83 tuổi) | 7 tháng 11 năm 1987 – 14 tháng 1 năm 2011(từ chức)                 | 12 tháng 11 năm 2009 – 14 tháng 1 năm 2011  |                                           |                                                                                                 |
| Mohamed Ghannouchi, quyền Tổng thống từ ngày 14 đến ngày 15 tháng 1 năm 2011.                 |          |                                           |                                                                            |                                                                    |                                             |                                           |                                                                                                 |
| 3                                                                                             |          |                                           | Fouad Mebazaa Sinh: 15 tháng 6 năm 1933 – 23 tháng 4 năm 2025              | 15 tháng 1 năm 2011 – 13 tháng 12 năm 2011                         | DCR                                         | A                                         | 15 tháng 1 năm 2011 – 3 tháng 3 năm 2011                                                        |
| 3                                                                                             |          | Không đảng                                | Fouad Mebazaa Sinh: 15 tháng 6 năm 1933 – 23 tháng 4 năm 2025              | 15 tháng 1 năm 2011 – 13 tháng 12 năm 2011                         | I                                           | 3 tháng 3 năm 2011 – 13 tháng 12 năm 2011 |                                                                                                 |
| 4                                                                                             |          |                                           | Moncef Marzouki Sinh: 7 tháng 7, 1945                                      | 13 tháng 12 năm 2011 – 31 tháng 12 năm 2014                        | CPR                                         | I                                         | 13 tháng 12 năm 2011 – 31 tháng 12 năm 2014                                                     |
| 5                                                                                             |          |                                           | Beji Caid Essebsi 29 tháng 11 năm 1926 – 25 tháng 7 năm 2019 (92 tuổi)     | 31 tháng 12 năm 2014 – 25 tháng 7 năm 2019 (mất khi đang tại chức) | Nidaa Tounes                                | 1 (2014)                                  | 31 tháng 12 năm 2014 – 25 tháng 7 năm 2019 (Nhiệm kỳ sẽ kết thúc vào ngày 31 tháng 12 năm 2019) |
| Mohamed Ennaceur, Quyền Tổng thống từ ngày 25 tháng 7 năm 2019 đến ngày 23 tháng 10 năm 2019. |          |                                           |                                                                            |                                                                    |                                             |                                           |                                                                                                 |
| 6                                                                                             |          |                                           | Kais Saied 22 tháng 2, 1958                                                | 23 tháng 10 năm 2019 - Đương nhiệm                                 | Độc lập                                     | 1 (2019)                                  | Tổng thống tân cử                                                                               |